# Picasso (cràter)
Picasso és un cràter d'impacte en el planeta Mercuri de 134 km de diàmetre. Porta el nom del pintor espanyol Pablo Picasso (1881-1973), i el seu nom va ser aprovat per la Unió Astronòmica Internacional el 2010.
Aquest cràter ha cridat l'atenció científica causa del gran cràter de subsidència, en forma d'arc situat al costat oriental del seu sòl. S'han descobert pous similars en els sols d'altres cràters de Mercuri, com el Beckett i el Gibran. S'ha postulat que aquests pous s'han format quan el magma de sota la superfície es va calmar o drenar, fent que la superfície s'enfonsés en el buit resultant. Si aquesta interpretació és correcta, els cràters com el Picasso proporcionen una evidència de l'activitat magmàtica poc profunda en la història de Mercuri